# Нерудный
Нерудный — посёлок в Торжокском районе Тверской области. Входит в состав Сукромленского сельского поселения.
Посёлок застроен как частными домами, так и домами на несколько квартир. Имелась общественная баня.

## История
Посёлок возник как место проживания работников дробильно-сортировочного завода.
До 2005 года входил в Сукромленский сельский округ.

## Население
| 2010 |
| ---- |
| 76   |